# Pour David
 (mars 2017).
Si vous disposez d'ouvrages ou d'articles de référence ou si vous connaissez des sites web de qualité traitant du thème abordé ici, merci de compléter l'article en donnant les références utiles à sa vérifiabilité et en les liant à la section « Notes et références ».
Pour David est le soixante-septième tome de la série Michel Vaillant. Paru en 2003, avant la sortie du soixante-sixième tome 100.000.000 $ pour Steve Warson, cet album est l'adaptation en bande dessinée du film Michel Vaillant de Louis-Pascal Couvelaire, sorti en salles la même année. 

## Synopsis
Depuis 25 ans, les écuries Vaillante et Leader se livrent un duel sans merci sur les circuits du monde entier. Les deux constructeurs s'apprêtent à se retrouver lors des 24 Heures du Mans où les Leader feront leur retour en compétition après cinq ans d'absence. Avant de disputer la célèbre course d'endurance, Michel Vaillant court en rallye avec son coéquipier irlandais David Dougherty avec qui il fera équipe au Mans. Mais celui-ci meurt dans l'explosion de sa voiture sabotée, sous les yeux de Michel. Julie Wood, la veuve de David, demande alors à remplacer son défunt mari pour les 24 Heures du Mans et se prépare avec Michel.
Au moment des essais au Mans, l'écurie Vaillante est victime en coulisses de mauvais coups de la part de Ruth, qui dirige l'écurie Leader. Celle-ci, n'ayant pu empêcher la participation des Vaillante, fait enlever Henri Vaillant la veille de la course et exige de Michel que les Vaillante disputent les 24 Heures du Mans mais qu'elles restent derrière les Leader s'il veut revoir son père vivant…

## Autour de l'album
Les scénarios du film Michel Vaillant et de l'album Pour David s'inspirent de plusieurs aventures de Michel Vaillant :
- le cauchemar dans lequel Elizabeth Vaillant voit la mort de Michel dans Le 13 est au départ ;
- un membre de l'écurie Vaillante enlevé pendant les 24 Heures du Mans dans Un pilote a disparu ;
- Julie Wood qui demande à participer aux 24 Heures du Mans aux côtés de Michel Vaillant dans Une histoire de fous.